# Nephodia vicinaria
Nephodia vicinaria är en fjärilsart som beskrevs av William Schaus 1912. Nephodia vicinaria ingår i släktet Nephodia och familjen mätare. Inga underarter finns listade i Catalogue of Life.